# قبيبان (الرين)
قبيبان، هي قرية من فئة (ب) تقع في محافظة القويعية، والتابعة لمنطقة الرياض في السعودية. وتبعد قبيبان عن محافظة الرين بمسافة تقارب () كم.